# حلقه راشیگ

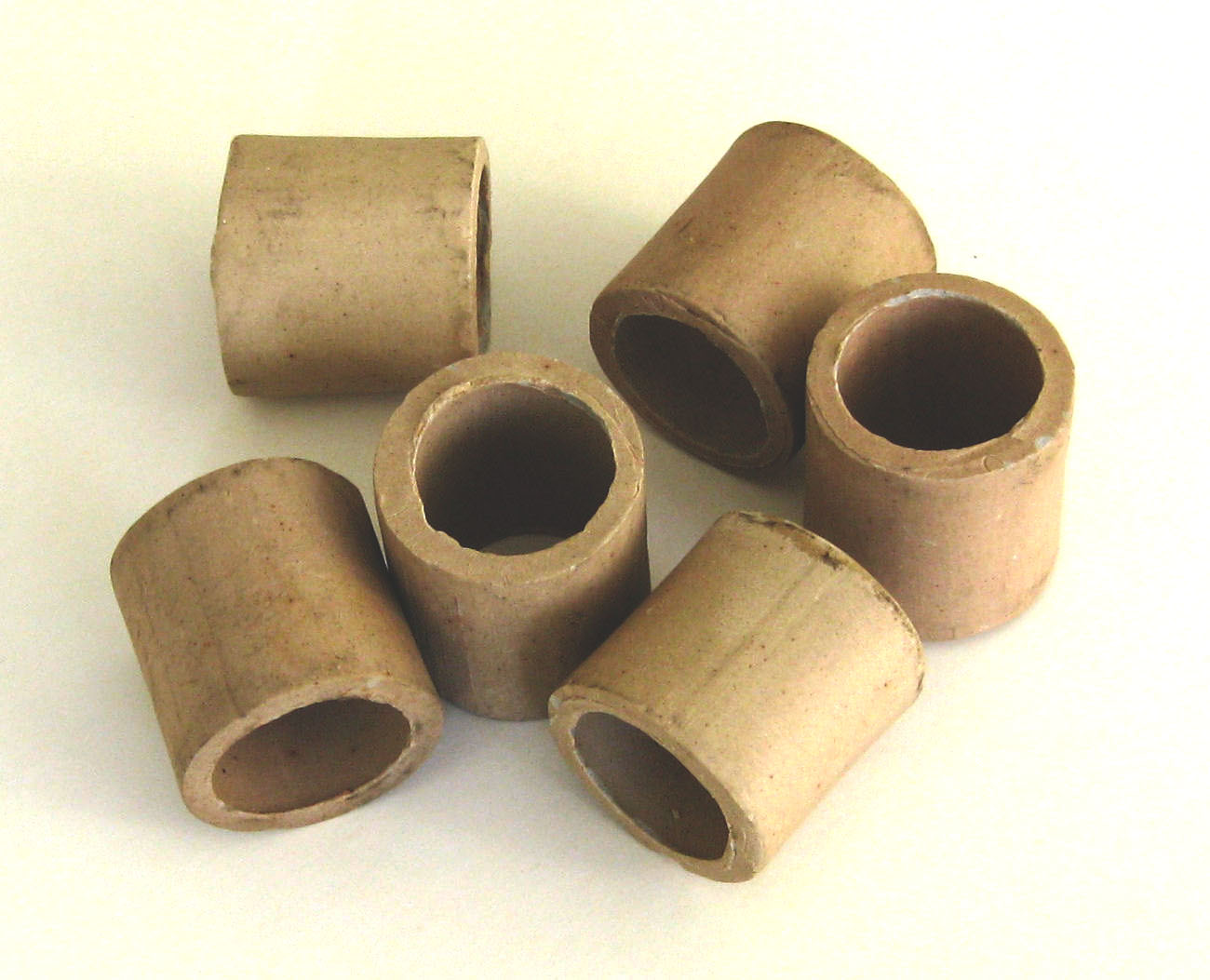
راشیگ رینگ‌های سرامیکی با قطر یک اینچ (۲۵ میلی متر)

حلقه راشیگ(به انگلیسی: Raschig ring) قطعات کوچک لوله‌ای شکلی  هستند که به عنوان پرکننده در بسترهای آکنده مانند برجهای تقطیر و دیگر فرآیندهای شیمیایی به کار می‌روند.این پرکن‌ها به صورت استوانه‌های توخالی با قطر ۶ الی ۱۰۰ میلی متر (۰٫۲۵ تا ۴ اینچ) و از جنس سرامیک ، چینی یا سفال ساخته می شوند.این نوع از پرکن‌ها نخستین بار توسط شیمیدان آلمانی فردریک راشیگ اختراع گردید و به نام خود وی شناخته شد.